# والتر جي. ماهوني
والتر جي. ماهوني هو قاضي ومحامي وسياسي أمريكي، ولد في 10 مارس 1908 في بوفالو في الولايات المتحدة، وتوفي في 1 مارس 1982. نشط حزبياً في الحزب الجمهوري. وقد انتخب عضو مجلس ولاية نيويورك ‏.